# موریس ریچلین
موریس ریچلین (انگلیسی: Maurice Richlin؛ زاده ۲۳ فوریهٔ ۱۹۲۰ درگذشته ۱۳ نوامبر ۱۹۹۰) یک نویسنده، و فیلم‌نامه‌نویس اهل ایالات متحده آمریکا بود.